# Yellow Cup 2007
Der Yellow Cup ⅩⅩⅩⅥ (2007) in der Schweizer Stadt Winterthur war der 36. Yellow Cup.

## Modus
In dieser Austragung spielten 4 Mannschaften im Modus «Jeder gegen jeden» mit je einem Spiel um den Cup. Bei Punktgleichheit entschied die bessere Tordifferenz.

## Resultate

### Rangliste
| Pl. | Land                    | Sp. | S | U | N | Tore    | Diff. | Punkte |
| --- | ----------------------- | --- | - | - | - | ------- | ----- | ------ |
| 1.  | Portugal                | 3   | 2 | 0 | 1 | 092:850 | +7    | 4      |
| 2.  | Bosnien und Herzegowina | 3   | 2 | 0 | 1 | 095:910 | +4    | 4      |
| 3.  | Tunesien                | 3   | 2 | 0 | 1 | 084:800 | +4    | 4      |
| 4.  | Schweiz                 | 3   | 0 | 0 | 3 | 077:920 | −15   | 0      |

### Spiele der Schweiz
| 28. November 2007 20:45 Uhr | Schweiz                        | 25 : 31      | Tunesien | Eulachhalle Zuschauer: 1200 |
| 28. November 2007 20:45 Uhr | meiste Tore: Eggenschwiler (3) | (14 : 14)    |          | Eulachhalle Zuschauer: 1200 |
| 28. November 2007 20:45 Uhr | Strafen: 2× 5×                 | Spielbericht |          | Eulachhalle Zuschauer: 1200 |

| 29. November 2007 20:45 Uhr | Schweiz                | 26 : 32      | Bosnien und Herzegowina | Eulachhalle Zuschauer: 1200 |
| 29. November 2007 20:45 Uhr | meiste Tore: Furer (5) | (14 : 18)    |                         | Eulachhalle Zuschauer: 1200 |
| 29. November 2007 20:45 Uhr | Strafen: 2× 4×         | Spielbericht |                         | Eulachhalle Zuschauer: 1200 |

| 30. November 2007 15:00 Uhr | Schweiz                 | 26 : 29      | Portugal | Eulachhalle Zuschauer: 1200 |
| 30. November 2007 15:00 Uhr | meiste Tore: Schmid (8) | (16 : 16)    |          | Eulachhalle Zuschauer: 1200 |
| 30. November 2007 15:00 Uhr | Strafen: 3× 2×          | Spielbericht |          | Eulachhalle Zuschauer: 1200 |

## Torschützenliste
Bei gleicher Anzahl von Treffern sind die Spieler alphabetisch geordnet.
| Pl. | Spieler             | Land                    | Tore |
| --- | ------------------- | ----------------------- | ---- |
| 1.  | Nikola Prce         | Bosnien und Herzegowina | 21   |
| 2.  | Adnan Jaškić        | Bosnien und Herzegowina | 17   |
| 3.  | Abouar Ayed         | Tunesien                | 15   |
| 4.  | Muhamed Toromanović | Bosnien und Herzegowina | 14   |
| 5.  | Tiago Rocha         | Portugal                | 13   |

## Auszeichnungen
| Auszeichnung          | Spieler                        | Land                    |
| --------------------- | ------------------------------ | ----------------------- |
| Attraktivster Spieler | Adnan Jaškić                   | Bosnien und Herzegowina |
| Bester Torhüter       | Ricardo Candeias               | Portugal                |
| Fairnesspreis         | -                              | Schweiz                 |
| Beste Schiedsrichter  | Steven Pichon / Richard Thobie | Frankreich              |
| Publikumspreis        | -                              | Tunesien                |
| Besondere Verdienste  | Marcel Strassburger            | Schweiz                 |